# Mirassol d'Oeste
Mirassol d'Oeste là một đô thị thuộc bang Mato Grosso, Brasil. Đô thị này có diện tích 1072,537 km², dân số năm 2007 là 24701 người, mật độ 23,03 người/km².